# Le P'tit Jacques
Le P'tit Jacques est un théâtre de marionnettes à gaines situé à Lille dans le nord de la France.

## Situation
Le théâtre est situé dans le quartier Vauban-Esquermes, près de la Citadelle de Lille et du centre-ville de Lille.
Depuis 2009, le public, qui autrefois accédait par le jardin Vauban et traversait le chalet avant d’aller s’asseoir sur les gradins, arrive dorénavant par l’avenue piétonnière Léon Jouhaux (ou quai de la Citadelle), qui longe un bras de la Deûle. C’est en sortant du théâtre qu’il est dirigé vers le jardin.

## Histoire

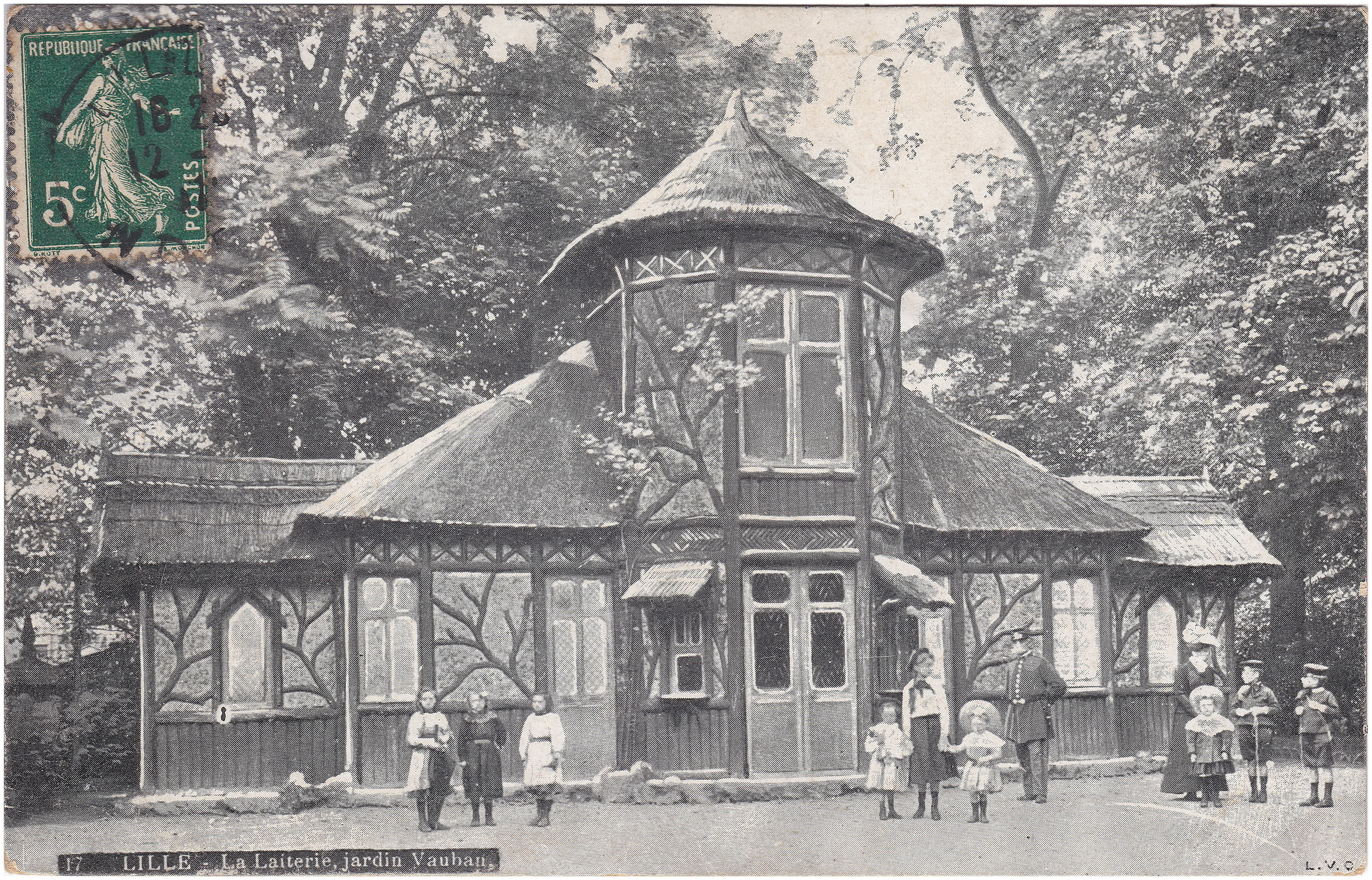
Vers 1907. Le Chalet aux Chèvres était aussi appelé la Laiterie
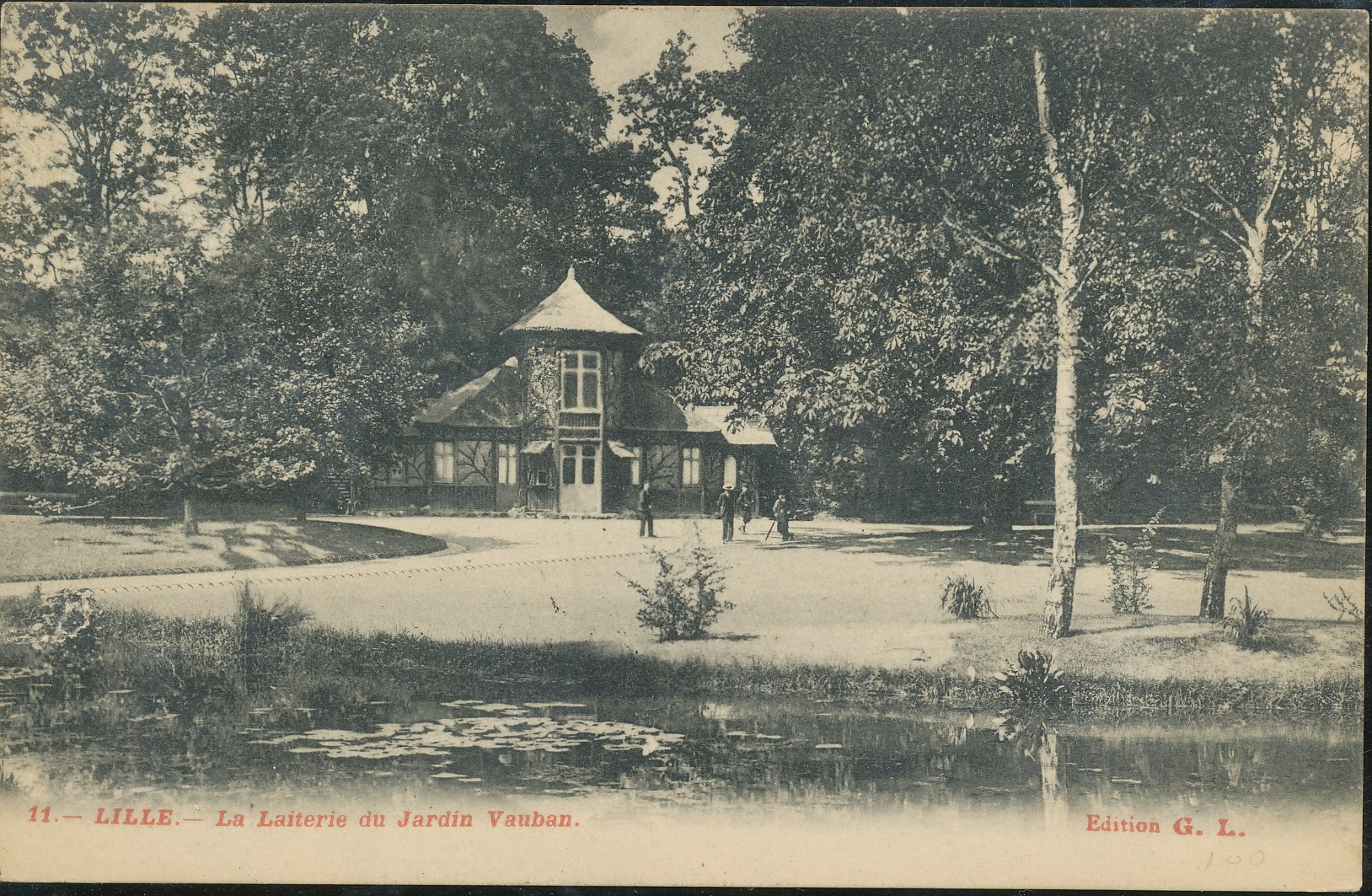
Vers 1909

Avant lui, le Chalet aux Chèvres (construit en 1879 à la suite d'un don fait à la Ville de Lille par l’agronome Charles Auguste Rameau pour préserver ses chèvres du Tibet) servait du lait aux petits Lillois pour une somme modique. Les dernières chèvres disparurent en 1953, et le local servit à entreposer des outils de jardin. En 1989, la mairie de Lille décida d'en faire un théâtre de marionnettes, mais les travaux furent retardés par un incendie.
Le théâtre fit sa première saison en 1991 et fut officiellement inauguré le 9 mai 1992 par Pierre Mauroy. Malheureusement, deux jours plus tard, les locaux furent endommagés par un incendie criminel. Malgré la tragédie, et après un élan de solidarité, les marionnettistes donnèrent les représentations sous des bâches au milieu des décombres, et une nouvelle inauguration eut lieu. Le 29 avril 1993.
Parmi les personnalités qui permirent l'éclosion de ce théâtre, on peut citer : Marcel Ledun (marionnettiste professionnel), Michel Marin et Jacques Wessels (marionnettistes amateurs), Robert Lefèbvre (journaliste, défenseur des traditions du nord, de son patois et membre des Capenoules), Cyril Robichez (comédien, metteur en scène et créateur du TPF – Théâtre Populaire des Flandres), Pierre Mauroy, maire de Lille.
Le velum, qui abritait le public et qui devait être démonté à chaque fin de saison, fut remplacé par un chapiteau (la réglementation impose son démontage à chaque automne). Des sanitaires, longtemps inexistants, ont été implantés pour le confort du public. 
Le P’tit Jacques est un géant de Lille depuis 2016.

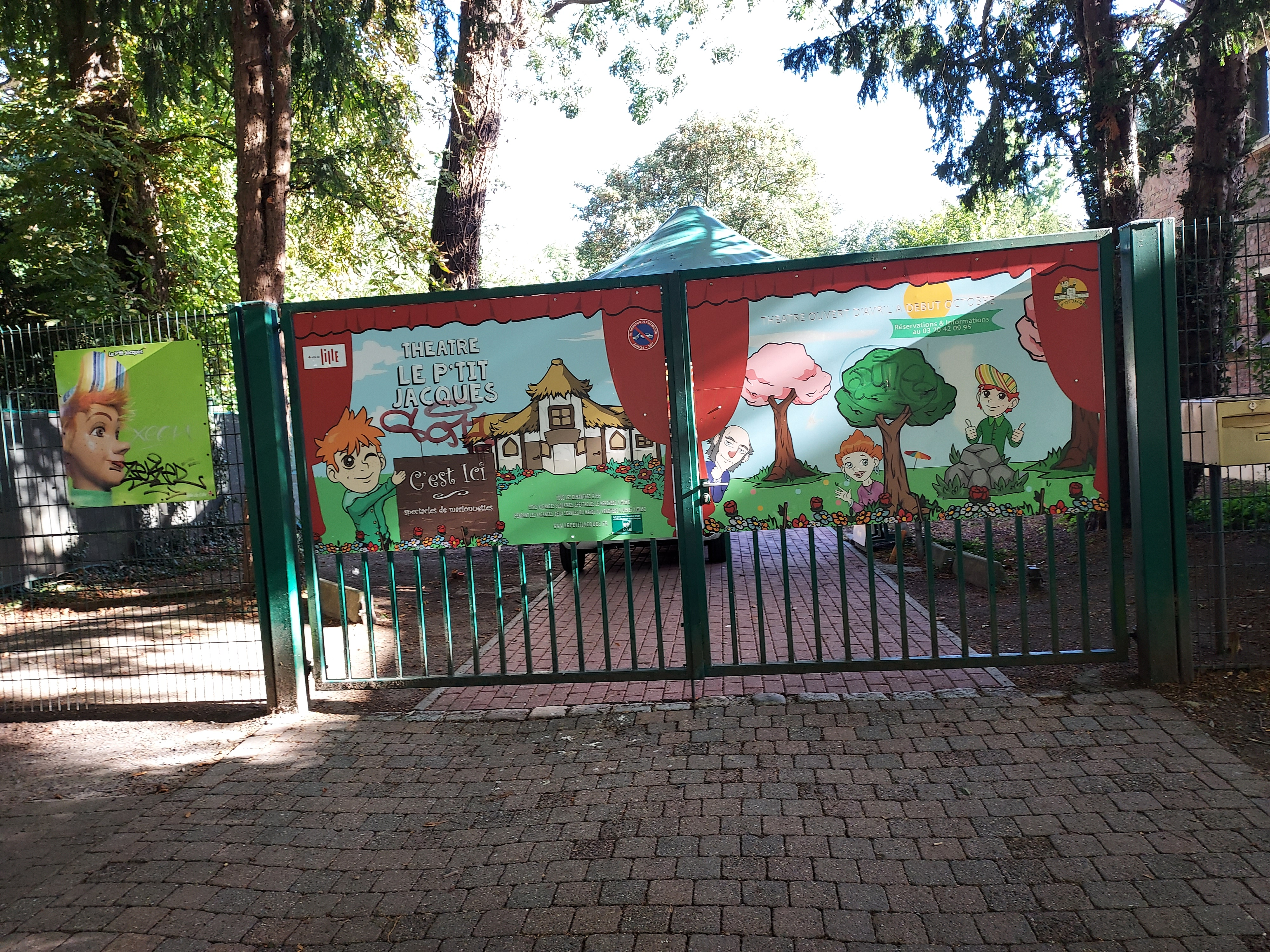
Entrée avenue Léon Jouhaux, 2022
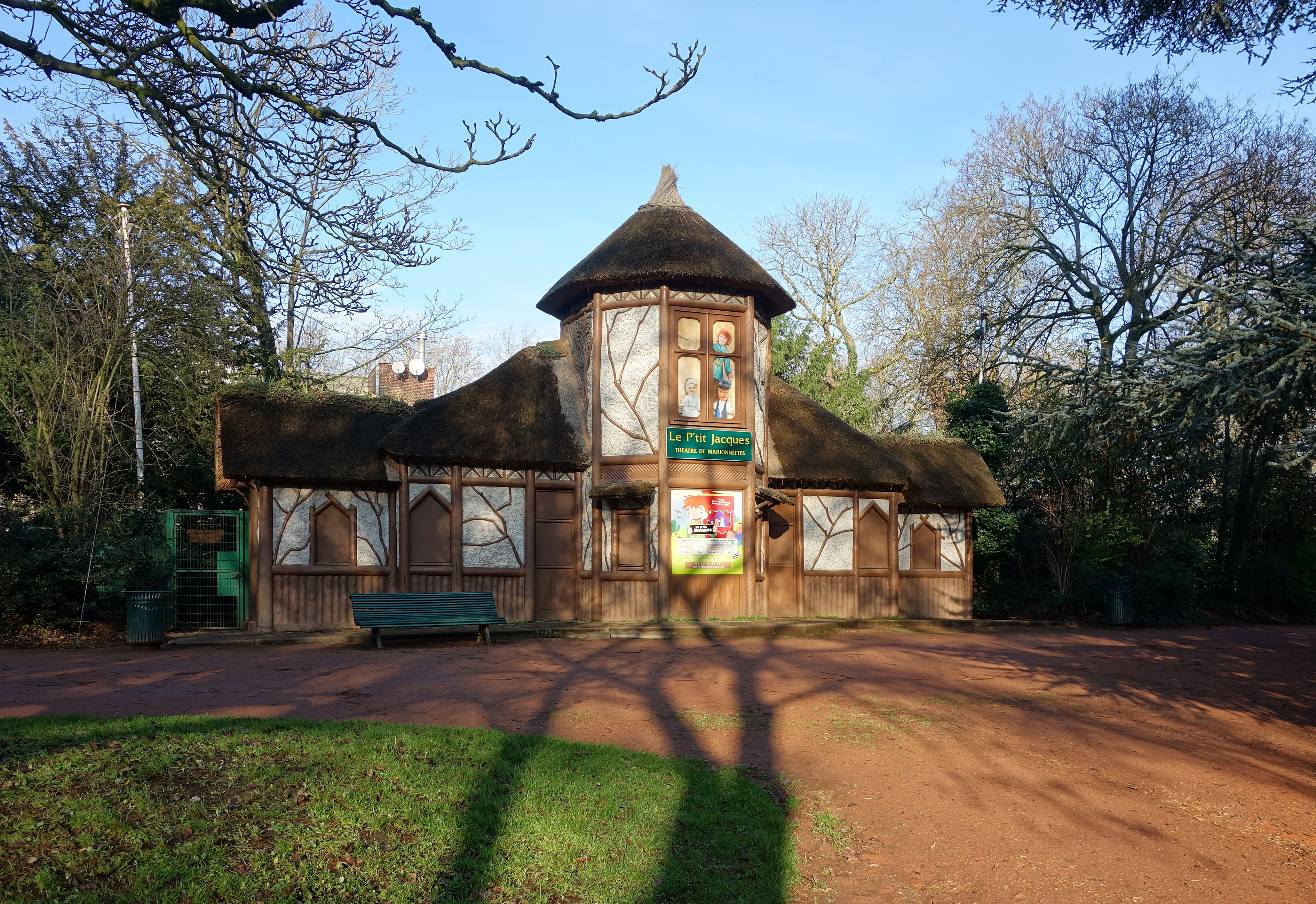
Le toit de chaume fut refait en 2015

## Les marionnettes
Toutes les marionnettes sont conçues à Prague
La marionnette qui donne son nom au théâtre est issu d’une longue tradition populaire : son parent, Jacques de Lille, est né au XIXe siècle vers 1850. Équivalent de Guignol à Lyon, il communiquait sur l’actualité du jour pour un public ouvrier ou annonçait les pièces qui allaient se jouer. On allait alors l’écouter et rire dans les caves lilloises : vers 1880, chaque quartier ouvrier de l’agglomération lilloise possédait au moins un théâtre de marionnettes installé en cave. La marionnette d'origine (une marionnette à tringle) est conservée au musée de l'Hospice Comtesse à Lille. Au départ, c’est un valet moustachu et comique qui s’exprime en picard lillois. En 1990, il rajeunit pour devenir un petit garçon. Ce n’est qu’en 2005 qu’il fut intronisé héros de toutes les histoires. Les membres de sa famille, ses amis, son voisinage, ainsi que le village de Chèvreville sont même créés.
- Le P'tit Jacques
- Mouchette
- Snoot (prononcé "snout")
- Roudoudou
- Zaza
- Lola
- Papy Ernest
- Boudu
- Général Marchedroit
- Brigadier-chef Pinot
- Brigadier Célestin
- Sergent Mac Douglas Doherty
- Tante Rosa
- Firmin Chambon
- Gédéon
- Bobo l'Entourloupe
- Max l'Entourloupe
- Benjamin Bigoudi
- Gaston Devos
- Miss Pigskin
- Chuco de la Villa
- Monsieur Constant
- Cap'r*tain Winston
- Lola
- Tagomé
- Madame Germaine
- Ursule
- Lilou
- Lucienne
- Nelson
- Léon
- Jacky
- Branchouille
- Zébuline
- Spoky
- Petit Louis
- Mirabella

## Spectacles
Le Goûter de Nelson, Le Bal Costumé, Jacques et les Trois Petits Cochons, Vive le Camping, Le Rêve de Lilou,  Chaperon Rouge et Compagnie, Action Scout, Jacques à la Montagne, Jacques à la gendarmerie, Intrigue au Château, Remue-ménage chez Tante Rosa, Le Royaume de Chanterelle, Cap’tain Jacques, Balade au Zoo, etc.

## Horaires

### En période scolaire
Représentations tous les dimanches à 16h et tous les mercredis à 15h30

### Pendant les vacances de Pâques et estivales
Représentations tous les mercredis, jeudis et vendredis à 15h30 et tous les dimanches à 16h
Des séances spéciales centres de loisirs sont prévues à 14h (sur réservation uniquement)
Les écoles peuvent aussi réserver leur créneau en semaine (réservations et horaires sur demande)

## Tarifs  et jauge
En 2023, le tarif plein est de 5,5€. (Tarif unique enfants et adultes) et gratuit pour les moins de 2 ans. Possibilité d'acheter un abonnement pour 3 spectacles. Toutes les informations se trouvent sur le site internet du théâtre
La jauge est de 200 personnes